# 小汉镇
小汉镇，是中华人民共和国四川省德阳市广汉市下辖的一个乡镇级行政单位。

## 行政区划
小汉镇下辖以下地区：
社区、场镇社区、柳林村、方碑村、上陵村、洛阳村、小南村、高槽村、凤凰村、团结村、严石村、新光村、八角村、瓦窑村、新兴村、桂园村、峰昌村和石桥林村。